# Animefest
L'Animefest è una delle più importanti fiere del fumetto e dell'animazione giapponese della Repubblica Ceca. A partire dal 2004, si tiene annualmente nel mese di maggio nella città di Brno, organizzata dal gruppo di estimatori del fumetto giapponese "Brněnští Otaku", che nel 2007 si è trasformato in una vera e propria associazione, per fare fronte alle sempre maggiori dimensioni ed alla crescente importanza dell'evento.
L'Animefest è una delle due maggiori convention a tema tenute nella Repubblica Ceca; l'altra è l'Advík, un festival che si tiene nella capitale Praga tra luglio e agosto, con pari numero di visitatori.
L'Animefest è l'unica manifestazione del Paese ad organizzare un concorso di video musicali anime, il cui premio in palio è un peluche del personaggio Totoro. Questa competizione ha regolarmente fatto parte degli eventi dell'Animefest sin dalla sua prima edizione.
Dal 2010, la gara di cosplay dell'Animefest fa parte del circuito EuroCosplay, concorso internazionale alle cui finali (che si tengono ogni anno in ottobre durante l'MCM London Comic Con di Londra) accedono i vincitori dei vari corcorsi nazionali europei accreditati.

## Edizioni
| Date              | Location                                                            | Città                 | Visitatori | Ospiti                       |
| ----------------- | ------------------------------------------------------------------- | --------------------- | ---------- | ---------------------------- |
| 8-9 maggio 2004   | Art cinema                                                          | Brno, Repubblica Ceca | ± 250      | -                            |
| 7-8 maggio 2005   | Art cinema                                                          | Brno, Repubblica Ceca | ± 350      | -                            |
| 6-7 maggio 2006   | Art cinema                                                          | Brno, Repubblica Ceca | ± 450      | -                            |
| 5-6 maggio 2007   | Art cinema, Scala cinema                                            | Brno, Repubblica Ceca | ± 800      | -                            |
| 10-11 maggio 2008 | Scala cinema, B. Bakala hall                                        | Brno, Repubblica Ceca | ± 1000     | -                            |
| 8-10 maggio 2009  | Scala cinema, B. Bakala hall, hotel International conference centre | Brno, Repubblica Ceca | ± 1200     | -                            |
| 7-9 maggio 2010   | Scala cinema, B. Bakala hall, hotel Continental                     | Brno, Repubblica Ceca | ± 1300     | Yuji Nunokawa e Kunihiko Ryō |
| 6-8 maggio 2011   | Scala cinema, B. Bakala hall, hotel Continental                     | Brno, Repubblica Ceca | ± 1600     | -                            |